# Fremmedlegion
En fremmedlegion er en militærstyrke, hvis medlemmer almindeligvis ikke er borgere i den stat, som styrken tilhører. Før det 20. århundrede havde mange lande denne type enheder. I dag er der kun den spanske og den franske fremmedlegion tilbage. Når man taler om "Fremmedlegionen", mener man som regel den franske.